# Argentína az 1964. évi nyári olimpiai játékokon
Argentína a japán Tokióban megrendezett 1964. évi nyári olimpiai játékok egyik részt vevő nemzete volt. Az országot az olimpián 14 sportágban 102 sportoló képviselte, akik összesen 1 érmet szereztek.

## Érmesek
| Érem  | Versenyző        | Sportág  | Versenyszám      |
| ----- | ---------------- | -------- | ---------------- |
| Ezüst | Carlos Moratorio | Lovaglás | Egyéni lovastusa |

## Atlétika
Férfi
| Versenyző          | Versenyszám | Előfutam | Előfutam | Előfutam | Negyeddöntő | Negyeddöntő | Negyeddöntő | Elődöntő | Elődöntő | Elődöntő | Döntő         | Döntő         |
| Versenyző          | Versenyszám | Idő      | Hely.    | Össz.    | Idő         | Hely.       | Össz.       | Idő      | Hely.    | Össz.    | Idő           | Helyezés      |
| ------------------ | ----------- | -------- | -------- | -------- | ----------- | ----------- | ----------- | -------- | -------- | -------- | ------------- | ------------- |
| Juan Carlos Dyrzka | 400 m       | 48,3     | 6.       | 41.      | kiesett     | kiesett     | kiesett     | kiesett  | kiesett  | kiesett  | kiesett       | kiesett       |
| Juan Carlos Dyrzka | 110 m gát   | 15,2     | 7.       | 34.      |             |             |             | kiesett  | kiesett  | kiesett  | kiesett       | kiesett       |
| Juan Carlos Dyrzka | 400 m gát   | 51,17    | 2.       | 4.*      |             |             |             | 53,1     | 8.       | 15.      | kiesett       | kiesett       |
| Osvaldo Suárez     | Maraton     |          |          |          |             |             |             |          |          |          | nem ért célba | nem ért célba |

Női
| Versenyző                                                        | Versenyszám     | Előfutam | Előfutam | Előfutam | Negyeddöntő | Negyeddöntő | Negyeddöntő | Elődöntő | Elődöntő | Elődöntő | Döntő   | Döntő    |
| Versenyző                                                        | Versenyszám     | Idő      | Hely.    | Össz.    | Idő         | Hely.       | Össz.       | Idő      | Hely.    | Össz.    | Idő     | Helyezés |
| ---------------------------------------------------------------- | --------------- | -------- | -------- | -------- | ----------- | ----------- | ----------- | -------- | -------- | -------- | ------- | -------- |
| Margarita Formeiro                                               | 100 m           | 12,20    | 7.       | 35.      | kiesett     | kiesett     | kiesett     | kiesett  | kiesett  | kiesett  | kiesett | kiesett  |
| Susana Ritchie                                                   | 200 m           | 24,79    | 5.       | 24.      |             |             |             | kiesett  | kiesett  | kiesett  | kiesett | kiesett  |
| Margarita Formeiro Susana Ritchie Evelia Farina Alicia Kaufmanas | 4 × 100 m váltó | 46,7     | 5.       | 10.      |             |             |             |          |          |          | kiesett | kiesett  |

| Versenyző        | Versenyszám | Selejtező | Selejtező | Döntő    | Döntő    |
| Versenyző        | Versenyszám | Eredmény  | Helyezés  | Eredmény | Helyezés |
| ---------------- | ----------- | --------- | --------- | -------- | -------- |
| Evelia Farina    | Távolugrás  | 557 cm    | 26.       | kiesett  | kiesett  |
| Alicia Kaufmanas | Távolugrás  | 529 cm    | 30.       | kiesett  | kiesett  |

* - egy másik versenyzővel azonos időt ért el

## Birkózás
Kötöttfogású
| Versenyző            | Versenyszám | 1. forduló                         | 2. forduló                        | 3. forduló        | 4. forduló        | 5. forduló        | Döntő             | Helyezés    |
| Versenyző            | Versenyszám | Ellenfél Eredmény                  | Ellenfél Eredmény                 | Ellenfél Eredmény | Ellenfél Eredmény | Ellenfél Eredmény | Ellenfél Eredmény | Helyezés    |
| -------------------- | ----------- | ---------------------------------- | --------------------------------- | ----------------- | ----------------- | ----------------- | ----------------- | ----------- |
| Rubén Leibovich      | 63 kg       | Kyösti Lehtonen (FIN) · kétvállas  | Svend Skrydstrup (DEN) · kizárták | kiesett           | kiesett           | kiesett           | kiesett           | helyezetlen |
| Raúl Romero          | 70 kg       | Fudzsita Tokuaki (JPN) · kétvállas | visszalépett                      | kiesett           | kiesett           | kiesett           | kiesett           | helyezetlen |
| Carlos Alberto Vario | 78 kg       | Rizmayer Antal (HUN) · 3-1         | Harald Barlie (NOR) · kétvállas   | kiesett           | kiesett           | kiesett           | kiesett           | helyezetlen |
| Julio Graffigna      | 87 kg       | Pentti Punkari (FIN) · 3-1         | Branislav Simić (YUG) · kétvállas | kiesett           | kiesett           | kiesett           | kiesett           | helyezetlen |

Szabadfogású
| Versenyző            | Versenyszám | 1. forduló                        | 2. forduló                          | 3. forduló                        | 4. forduló                | 5. forduló        | Döntő             | Helyezés    |
| Versenyző            | Versenyszám | Ellenfél Eredmény                 | Ellenfél Eredmény                   | Ellenfél Eredmény                 | Ellenfél Eredmény         | Ellenfél Eredmény | Ellenfél Eredmény | Helyezés    |
| -------------------- | ----------- | --------------------------------- | ----------------------------------- | --------------------------------- | ------------------------- | ----------------- | ----------------- | ----------- |
| Rubén Leibovich      | 57 kg       | Bishambar Singh (IND) · kétvállas | David Auble (USA) · kétvállas       | kiesett                           | kiesett                   | kiesett           | kiesett           | helyezetlen |
| Raúl Romero          | 63 kg       | John Smith (NRH) · 1-3            | Mohammad Ebrahimi (AFG) · kétvállas | Vatanabe Oszamu (JPN) · kétvállas | kiesett                   | kiesett           | kiesett           | helyezetlen |
| Carlos Alberto Vario | 70 kg       | Djan-Aka Djan (AFG) · 3-1         | Rodger Doner (CAN) · 1-3            | erőnyerő                          | Mahmut Atalay (TUR) · 3-1 | kiesett           | kiesett           | helyezetlen |
| Julio Graffigna      | 78 kg       | Madho Singh (IND) · 3-1           | Leonard Allen (GBR) · 1-3           | İsmail Oğan (TUR) · 3-1           | kiesett                   | kiesett           | kiesett           | helyezetlen |

## Cselgáncs
| Versenyző        | Versenyszám | Csoportkör                                                                                    | Csoportkör | Negyeddöntő             | Elődöntő          | Döntő             | Helyezés |
| Versenyző        | Versenyszám | Ellenfél Eredmény                                                                             | Hely.      | Ellenfél Eredmény       | Ellenfél Eredmény | Ellenfél Eredmény | Helyezés |
| ---------------- | ----------- | --------------------------------------------------------------------------------------------- | ---------- | ----------------------- | ----------------- | ----------------- | -------- |
| Oscar Karpenkopf | Könnyűsúly  | 5. csoport · René Arredondo (MEX) · GY · Vicente Uematsu (PHI) · V · Gerhard Zotter (AUT) · V | 2.         | kiesett                 | kiesett           | kiesett           | 9.       |
| Rodolfo Pérez    | Középsúly   | 1. csoport · Kanapathy Moorthy (MAS) · GY · Bernardo Repuyan (PHI) · GY                       | 1.         | James Bregman (USA) · V | kiesett           | kiesett           | 5.       |
| Michel Casella   | Nehézsúly   | 4. csoport · Ang Teck Bee (MAS) · visszalépett · Inokuma Iszao (JPN) · V                      | 2.         | kiesett                 | kiesett           | kiesett           | 6.       |

## Evezés
| Versenyző                                                               | Versenyszám              | Előfutam | Előfutam | Vigaszág | Vigaszág | Döntő   | Döntő            | Döntő            | Helyezés    |
| Versenyző                                                               | Versenyszám              | Idő      | Hely.    | Idő      | Hely.    | Típus   | Idő              | Hely.            | Helyezés    |
| ----------------------------------------------------------------------- | ------------------------ | -------- | -------- | -------- | -------- | ------- | ---------------- | ---------------- | ----------- |
| Alberto Demiddi                                                         | Egypárevezős             | 7:55,59  | 3.       | 7:39,67  | 1.       | A       | 8:31,51          | 4.               | 4.          |
| Juan Carlos Gómez José María Robledo                                    | Kétpárevezős             | 6:58,08  | 4.       | 7:05,02  | 2.       | B       | nem állt rajthoz | nem állt rajthoz | 12.         |
| Carlos Montaldo Ricardo Durán                                           | Kormányos nélküli kettes | 7:30,76  | 3.       | 7:42,23  | 3.       | B       | nem állt rajthoz | nem állt rajthoz | helyezetlen |
| Natalio Rossi Juan Pedro Lier Oscar Rompani (kormányos)                 | Kormányos kettes         | 8:19,63  | 4.       | 7:44,62  | 3.       | B       | nem állt rajthoz | nem állt rajthoz | helyezetlen |
| Juan Francisco Zanassi Atilio Kesunza Jorge Meana Juan Alberto Iannuzzi | Kormányos nélküli négyes | 7:08,60  | 4.       | 7:07,83  | 4.       | kiesett | kiesett          | kiesett          | helyezetlen |

## Kerékpározás

### Országúti kerékpározás
| Versenyző                                                    | Versenyszám     | Idő                   | Helyezés |
| ------------------------------------------------------------ | --------------- | --------------------- | -------- |
| Roberto Breppe                                               | Mezőnyverseny   | 4:39:51,74 (+0:00,11) | 11.      |
| Delmo Delmastro                                              | Mezőnyverseny   | 4:39:51,74 (+0:00,11) | 8.       |
| Rubén Placanica                                              | Mezőnyverseny   | 4:39:51,79 (+0:00,16) | 49.      |
| Héctor Acosta Roberto Breppe Delmo Delmastro Rubén Placanica | Csapat időfutam | 2:27:58,55 (+1:27,36) | 4.       |

### Pálya-kerékpározás
Sprintverseny
| Versenyző              | Versenyszám  | 1. forduló                                             | 1. forduló    | Vigaszág selejtező                                   | Vigaszág selejtező | Vigaszág döntő              | Vigaszág döntő | Nyolcaddöntő           | Nyolcaddöntő | Vigaszág selejtező     | Vigaszág selejtező | Vigaszág döntő       | Vigaszág döntő | Negyeddöntő          | Elődöntő             | Döntő                | Helyezés    |
| Versenyző              | Versenyszám  | Ellenfelek Győztes idő                                 | Hely.         | Ellenfelek Győztes idő                               | Hely.              | Ellenfél Győztes idő        | Hely.          | Ellenfelek Győztes idő | Hely.        | Ellenfelek Győztes idő | Hely.              | Ellenfél Győztes idő | Hely.          | Ellenfél Győztes idő | Ellenfél Győztes idő | Ellenfél Győztes idő | Helyezés    |
| ---------------------- | ------------ | ------------------------------------------------------ | ------------- | ---------------------------------------------------- | ------------------ | --------------------------- | -------------- | ---------------------- | ------------ | ---------------------- | ------------------ | -------------------- | -------------- | -------------------- | -------------------- | -------------------- | ----------- |
| Oscar García           | Férfi egyéni | Patrick Sercu (BEL) · Amar Singh Billing (IND) · 11,67 | 2.            | Fitzroy Hoyte (TRI) · José Luis Tellez (MEX) · 12,16 | 1.                 | Zbysław Zając (POL) · 12,09 | 2.             | kiesett                | kiesett      | kiesett                | kiesett            | kiesett              | kiesett        | kiesett              | kiesett              | kiesett              | helyezetlen |
| Carlos Alberto Vázquez | Férfi egyéni | Karl Barton (GBR) · Bicskey Richárd (HUN) · 12,68      | nem ért célba | kiesett                                              | kiesett            | kiesett                     | kiesett        | kiesett                | kiesett      | kiesett                | kiesett            | kiesett              | kiesett        | kiesett              | kiesett              | kiesett              | helyezetlen |

Időfutam
| Versenyző              | Versenyszám  | Idő     | Helyezés |
| ---------------------- | ------------ | ------- | -------- |
| Carlos Alberto Vázquez | Férfi egyéni | 1:12,18 | 12.      |

Üldözőversenyek
| Versenyző                                                                   | Versenyszám  | Selejtező                                                                                         | Selejtező | Selejtező | Negyeddöntő                                                                                  | Negyeddöntő | Negyeddöntő | Elődöntő     | Elődöntő  | Elődöntő | Döntő        | Döntő     | Helyezés |
| Versenyző                                                                   | Versenyszám  | Ellenfél Idő                                                                                      | Saját idő | Hely.     | Ellenfél Idő                                                                                 | Saját idő   | Hely.       | Ellenfél Idő | Saját idő | Hely.    | Ellenfél Idő | Saját idő | Helyezés |
| --------------------------------------------------------------------------- | ------------ | ------------------------------------------------------------------------------------------------- | --------- | --------- | -------------------------------------------------------------------------------------------- | ----------- | ----------- | ------------ | --------- | -------- | ------------ | --------- | -------- |
| Carlos Alberto Álvarez Ernesto Contreras Juan Alberto Merlos Alberto Trillo | Férfi csapat | Olaszország (ITA) · Vincenzo Mantovani · Carlo Rancati · Luigi Roncaglia · Franco Testa · 4:39,06 | 4:44,66   | 2.        | Ausztrália (AUS) · Robert Baird · Kevin Brislin · Victor Browne · Henk Vogels, Sr. · 4:41,58 | 4:45,74     | 2.          | kiesett      | kiesett   | kiesett  | kiesett      | kiesett   | 5.       |

## Labdarúgás
| Argentin labdarúgócsapat-játékoskeret                                                                                                | Argentin labdarúgócsapat-játékoskeret                                                                     |
| --- | --- |
| - Andrés Bertolotti - Carlos Alberto Bulla - Antonio Cabrera - Agustín Cejas - Juan Carlos Domínguez - José Malleo - Néstor Manfredi | - Horacio Moráles - Miguel Mori - Héctor Ochoa - Roberto Perfumo - Juan Risso - Otto Sesana - Miguel Tojo |

### Eredmények
Csoportkör
D csoport
| Csapat      | M            | Gy           | D            | V            | G+           | G–           | Gk           | P            |              |
| ----------- | ------------ | ------------ | ------------ | ------------ | ------------ | ------------ | ------------ | ------------ | ------------ |
| Ghána       | 2            | 1            | 1            | 0            | 4            | 3            | +1           | 3            |              |
| Japán       | 2            | 1            | 0            | 1            | 5            | 5            | 0            | 2            |              |
| Argentína   | 2            | 0            | 1            | 1            | 3            | 4            | –1           | 1            |              |
| Olaszország | visszalépett | visszalépett | visszalépett | visszalépett | visszalépett | visszalépett | visszalépett | visszalépett | visszalépett |

| 1964. október 12. 14:00 |

| Argentína (ARG) | 1–1               | Ghána      |
| --------------- | ----------------- | ---------- |
| Bulla 26'       | (1–0) Jegyzőkönyv | Acquah 80' |

| Micuzava stadion, Jokohama Játékvezető: Menáhém Askenází (izraeli) Asszisztensek: Zsolt István (magyar), Gregg De Silva (maláj) |

| 1964. október 14. 14:00 |

| Japán (JPN)                         | 3–2               | Argentína         |
| ----------------------------------- | ----------------- | ----------------- |
| Szugijama 54' Kavabucsi 81' Ogi 82' | (0–1) Jegyzőkönyv | Domínguez 24' 62' |

| Komazava stadion, Tokió Játékvezető: Aleksander Skoric (jugoszláv) Asszisztensek: Menáhém Askenází (izraeli), Ashgar Tehrani (iráni) |

| Csapat          | Helyezés |
| --------------- | -------- |
| Argentína (ARG) | 10.      |

## Lovaglás
Díjlovaglás
| Versenyző              | Ló       | Versenyszám | Selejtező | Selejtező | Döntő   | Döntő   | Végeredmény | Végeredmény |
| Versenyző              | Ló       | Versenyszám | Pont      | Hely.     | Pont    | Hely.   | Pont        | Helyezés    |
| ---------------------- | -------- | ----------- | --------- | --------- | ------- | ------- | ----------- | ----------- |
| Francisco D'Alessandri | Vidriero | Egyéni      | 734,0     | 13.       | kiesett | kiesett | 734,0       | 13.         |

Díjugratás
| Versenyző                                  | Ló                       | Versenyszám | 1. forduló | 1. forduló | 2. forduló | 2. forduló | Összesen | Összesen |
| Versenyző                                  | Ló                       | Versenyszám | Pont       | Hely.      | Pont       | Hely.      | Pont     | Helyezés |
| ------------------------------------------ | ------------------------ | ----------- | ---------- | ---------- | ---------- | ---------- | -------- | -------- |
| Hugo Arrambide                             | Chimbote                 | Egyéni      | 17,50      | 19.        | 16,75      | 23.        | 34,25    | 17.      |
| Jorge Cánaves                              | Confinado                | Egyéni      | 18,75      | 21.        | 10,75      | 7.         | 29,50    | 12.      |
| Carlos D'Elia                              | Popin                    | Egyéni      | 17,25      | 18.        | 20,00      | 25.        | 37,25    | 22.      |
| Hugo Arrambide Jorge Cánaves Carlos D'Elia | Chimbote Confinado Popin | Csapat      | 53,50      | 5.         | 47,50      | 6.         | 101,00   | 5.       |

Lovastusa
| Versenyző                                   | Ló                      | Versenyszám | Díjlovaglás | Díjlovaglás | Tereplovaglás | Tereplovaglás | Díjugratás    | Díjugratás    | Végeredmény | Végeredmény |
| Versenyző                                   | Ló                      | Versenyszám | Bünt.       | Hely.       | Bünt.         | Hely.         | Bünt.         | Hely.         | Bünt.       | Helyezés    |
| ------------------------------------------- | ----------------------- | ----------- | ----------- | ----------- | ------------- | ------------- | ------------- | ------------- | ----------- | ----------- |
| Elvio Flores                                | Legitima                | Egyéni      | -68,33      | 34.         | 75,60         | 15.           | -10,00        | 13.           | -2,73       | 17.         |
| Juan Gesualdi                               | Morrina                 | Egyéni      | -61,67      | 25.         | -6,80         | 29.           | -20,00        | 22.           | -88,47      | 29.         |
| Julio Henri                                 | Imperioso               | Egyéni      | -60,33      | 22.         | -113,80       | 35.           | nem ért célba | nem ért célba | kiesett     | kiesett     |
| Carlos Moratorio                            | Chalan                  | Egyéni      | -42,00      | 3.          | 98,40         | 7.            | 0,00          | 1.            | 56,40       |             |
| Elvio Flores Juan Gesualdi Carlos Moratorio | Legitima Morrina Chalan | Csapat      | -164,00     | 5.          | 167,20        | 7.            | -30,00        | 4.            | -34,80      | 6.          |

## Ökölvívás
| Versenyző            | Versenyszám   | Selejtező         | 32-es főtábla                     | Nyolcaddöntő                             | Negyeddöntő                        | Elődöntő          | Döntő             | Helyezés |
| Versenyző            | Versenyszám   | Ellenfél Eredmény | Ellenfél Eredmény                 | Ellenfél Eredmény                        | Ellenfél Eredmény                  | Ellenfél Eredmény | Ellenfél Eredmény | Helyezés |
| -------------------- | ------------- | ----------------- | --------------------------------- | ---------------------------------------- | ---------------------------------- | ----------------- | ----------------- | -------- |
| Luis Romo            | Légsúly       |                   | Darryl Norwood (AUS) · KO         | kiesett                                  | kiesett                            | kiesett           | kiesett           | 17.      |
| Abel Almaraz         | Harmatsúly    |                   | Christopher Rafter (IRL) · 5-0    | Csong Sindzso (Jeong Sin-jo) (KOR) · 2-3 | kiesett                            | kiesett           | kiesett           | 9.       |
| Hugo Martínez        | Pehelysúly    |                   | Khiru Soeun (CAM) · RSC           | kiesett                                  | kiesett                            | kiesett           | kiesett           | 17.      |
| Hector Pace          | Könnyűsúly    | erőnyerő          | Thomas Donovan (NZL) · RSC        | Domingo Barrera (ESP) · 1-4              | kiesett                            | kiesett           | kiesett           | 9.       |
| Roberto Amaya        | Kisváltósúly  | erőnyerő          | Jerzy Kulej (POL) · 0-5           | kiesett                                  | kiesett                            | kiesett           | kiesett           | 17.      |
| Felipe Pereyra       | Váltósúly     |                   | Virgilio Jiménez (CUB) · kizárták | Michael Varley (GBR) · 2-3               | kiesett                            | kiesett           | kiesett           | 9.       |
| José Roberto Chirino | Nagyváltósúly |                   | John Elliott (JAM) · 5-0          | Borisz Lagutyin (URS) · kizárták         | kiesett                            | kiesett           | kiesett           | 9.       |
| Juan Aguilar         | Középsúly     |                   | Tenma Hitosi (JPN) · 5-0          | Tadeusz Walasek (POL) · 0-5              | kiesett                            | kiesett           | kiesett           | 9.       |
| Rafael Gargiulo      | Félnehézsúly  |                   | erőnyerő                          | Bela Istvan Horvath (SUI) · 5-0          | Zbigniew Pietrzykowski (POL) · 0-5 | kiesett           | kiesett           | 5.       |
| Santiago Lovell      | Nehézsúly     |                   |                                   | Rudolf Meier (SUI) · kizárták            | Vagyim Jemeljanov (URS) · KO       | kiesett           | kiesett           | 5.       |

## Sportlövészet
Férfi
| Versenyző              | Versenyszám           | Pont | Helyezés |
| ---------------------- | --------------------- | ---- | -------- |
| Manuel José Fernández  | Gyorstüzelő pisztoly  | 576  | 28.      |
| Juan Carlos Oxoby      | Gyorstüzelő pisztoly  | 574  | 32.      |
| Humberto Aspitia       | Szabadpisztoly        | 514  | 41.      |
| Melchor López          | Sportpuska, fekvő     | 579  | 59.      |
| Cirilo Nassiff         | Sportpuska, fekvő     | 579  | 60.      |
| Eduardo Armella        | Sportpuska, összetett | 1092 | 44.      |
| Juan Ángel Martini Sr. | Trap                  | 189  | 13.      |
| José Passera           | Trap                  | 173  | 44.      |

## Súlyemelés
| Versenyző         | Versenyszám | Nyomás   | Nyomás   | Szakítás                 | Szakítás                 | Lökés    | Lökés    | Összesen | Helyezés |
| Versenyző         | Versenyszám | Eredmény | Helyezés | Eredmény                 | Helyezés                 | Eredmény | Helyezés | Összesen | Helyezés |
| ----------------- | ----------- | -------- | -------- | ------------------------ | ------------------------ | -------- | -------- | -------- | -------- |
| Martín Eguiguren  | 82,5 kg     | 110,0    | 23.      | érvényes kísérlet nélkül | érvényes kísérlet nélkül | kiesett  | kiesett  | kiesett  | kiesett  |
| Humberto Selvetti | +90 kg      | 155,0    | 11.      | 130,0                    | 13.                      | 160,0    | 18.      | 445,0    | 17.      |

## Torna
Férfi
| Versenyző              | Versenyszám      | Selejtező | Selejtező | Döntő    | Döntő    |
| Versenyző              | Versenyszám      | Pontszám  | Helyezés  | Pontszám | Helyezés |
| ---------------------- | ---------------- | --------- | --------- | -------- | -------- |
| Carlos Alberto Pizzini | Talaj            | 16,85     | 112.      | kiesett  | kiesett  |
| Carlos Alberto Pizzini | Ugrás            | 18,50     | 90.       | kiesett  | kiesett  |
| Carlos Alberto Pizzini | Korlát           | 17,45     | 106.      | kiesett  | kiesett  |
| Carlos Alberto Pizzini | Nyújtó           | 13,10     | 122.      | kiesett  | kiesett  |
| Carlos Alberto Pizzini | Gyűrű            | 16,20     | 111.      | kiesett  | kiesett  |
| Carlos Alberto Pizzini | Lólengés         | 16,85     | 101.      | kiesett  | kiesett  |
| Carlos Alberto Pizzini | Egyéni összetett |           |           | 98,95    | 112.     |

## Úszás
Férfi
| Versenyző                                                                 | Versenyszám            | Előfutam | Előfutam | Előfutam | Elődöntő | Elődöntő | Elődöntő | Döntő   | Döntő    |
| Versenyző                                                                 | Versenyszám            | Idő      | Hely.    | Össz.    | Idő      | Hely.    | Össz.    | Idő     | Helyezés |
| ------------------------------------------------------------------------- | ---------------------- | -------- | -------- | -------- | -------- | -------- | -------- | ------- | -------- |
| Luis Nicolao                                                              | 200 m pillangó         | 2:15,0   | 1.       | 9.       | 2:13,7   | 7.       | 11.      | kiesett | kiesett  |
| Luis Nicolao                                                              | 100 m gyors            | 56,1     | 4.       | 26.*     | kiesett  | kiesett  | kiesett  | kiesett | kiesett  |
| Carlos van der Maath                                                      | 100 m gyors            | 57,5     | 6.       | 45.      | kiesett  | kiesett  | kiesett  | kiesett | kiesett  |
| Carlos van der Maath                                                      | 400 m gyors            | 4:30,2   | 4.       | 25.      |          |          |          | kiesett | kiesett  |
| Carlos van der Maath                                                      | 200 m hát              | 2:19,6   | 5.       | 16.      | 2:21,3   | 8.       | 16.      | kiesett | kiesett  |
| Pedro Diz                                                                 | 200 m hát              | 2:24,9   | 5.       | 26.*     | kiesett  | kiesett  | kiesett  | kiesett | kiesett  |
| Ricardo Morello                                                           | 1500 m gyors           | 18:46,5  | 4.       | 28.      |          |          |          | kiesett | kiesett  |
| Miguel Angel Navarro                                                      | 200 m mell             | 2:49,7   | 7.       | 31.      | kiesett  | kiesett  | kiesett  | kiesett | kiesett  |
| Carlos van der Maath Miguel Angel Navarro Luis Nicolao Alberto Bourdillón | 4 × 100 m vegyes váltó | 4:15,8   | 6.       | 11.      |          |          |          | kiesett | kiesett  |

Női
| Versenyző    | Versenyszám | Előfutam | Előfutam | Előfutam | Döntő   | Döntő    |
| Versenyző    | Versenyszám | Idő      | Hely.    | Össz.    | Idő     | Helyezés |
| ------------ | ----------- | -------- | -------- | -------- | ------- | -------- |
| Susana Peper | 100 m hát   | 1:13,2   | 7.       | 25.      | kiesett | kiesett  |
| Susana Peper | 200 m mell  | 3:00,0   | 5.       | 22.      | kiesett | kiesett  |

* - egy másik versenyzővel azonos időt ért el

## Vitorlázás
Nyílt
| Versenyző                                   | Versenyszám | Futam | Futam | Futam | Futam | Futam | Futam | Futam | Pontszám | Helyezés |
| Versenyző                                   | Versenyszám | 1     | 2     | 3     | 4     | 5     | 6     | 7     | Pontszám | Helyezés |
| ------------------------------------------- | ----------- | ----- | ----- | ----- | ----- | ----- | ----- | ----- | -------- | -------- |
| Ricardo Boneo                               | Finn dingi  | 318   | 258   | 222   | 341   | 222   | (172) | 222   | 1583     | 26.      |
| Arnoldo Pekelharing Roberto Sieburger       | Csillaghajó | 185   | 155   | 553   | (127) | 252   | 218   | 155   | 1518     | 12.      |
| Jorge del Río Rodolfo Rivademar Jorge Salas | Sárkányhajó | 618   | 986   | (207) | 384   | 287   | 421   | 986   | 3682     | 10.      |

## Vívás
Férfi
| Versenyző                                                                   | Versenyszám       | Csoportkör | Csoportkör | Csoportkör | Csoportkör | Elődöntő          | Elődöntő          | Elődöntő          | Döntő             | Helyezés    |
| Versenyző                                                                   | Versenyszám       | 1. kör | 1. kör     | 2. kör | 2. kör     | 3. kör            | 4. kör            | 5. kör            | Döntő             | Helyezés    |
| Versenyző                                                                   | Versenyszám       | Ellenfél Eredmény | Hely.      | Ellenfél Eredmény | Hely.      | Ellenfél Eredmény | Ellenfél Eredmény | Ellenfél Eredmény | Ellenfél Eredmény | Helyezés    |
| --------------------------------------------------------------------------- | ----------------- | --- | ---------- | --- | ---------- | ----------------- | ----------------- | ----------------- | ----------------- | ----------- |
| Adolfo Bisellach                                                            | Tőr, egyéni       | I. csoport · Tănase Mureșanu (ROU) · 2-5 · Albert Axelrod (USA) · 0-5 · Dieter Schmitt (EUA) · 3-5 · Viktor Zsdanovics (URS) · 2-5 · Kim Mansik (Kim Man-Sig) (KOR) · 5-4                                                         | 6.         | kiesett | kiesett    | kiesett           | kiesett           | kiesett           | kiesett           | helyezetlen |
| Orlando Nannini                                                             | Tőr, egyéni       | F. csoport · Jacky Courtillat (FRA) · 2-5 · Ion Drîmbă (ROU) · 3-5 · Bill Hoskyns (GBR) · 3-5 · Michael Ryan (IRL) · 2-5 · Bizhan Zarnegar (IRI) · 5-1                                                                            | 5.         | kiesett | kiesett    | kiesett           | kiesett           | kiesett           | kiesett           | helyezetlen |
| Jesús Taboada                                                               | Tőr, egyéni       | C. csoport · Mano Kazuo (JPN) · 0-5 · Egon Franke (POL) · 1-5 · Gyuricza József (HUN) · 3-5 · Allan Jay (GBR) · 1-5 · Sin Duho (Sin Du-Ho) (KOR) · 3-5                                                                            | 6.         | kiesett | kiesett    | kiesett           | kiesett           | kiesett           | kiesett           | helyezetlen |
| Zelmar Casco                                                                | Párbajtőr, egyéni | A. csoport · Hans Lagerwall (SWE) · 0-5 · Bruno Habārovs (URS) · 4-5 · Roland Losert (AUT) · 3-5 · Claudio Polledri (SUI) · 4-5 · John Humphreys (AUS) · 4-5 · Kim Mansik (Kim Man-Sig) (KOR) · 5-1 · Ronnie Theseira (MAS) · 5-1 | 6.         | kiesett | kiesett    | kiesett           | kiesett           | kiesett           | kiesett           | helyezetlen |
| Francisco Serp                                                              | Párbajtőr, egyéni | C. csoport · Peter Jacobs (GBR) · 0-5 · Henryk Nielaba (POL) · 1-5 · Guram Kosztava (URS) · 4-5 · Orvar Lindwall (SWE) · 2-5 · John Bouchier-Hayes (IRL) · 2-5 · Joseph Gemayel (LIB) · 5-4 · Bizhan Zarnegar (IRI) · 5-1         | 7.         | kiesett | kiesett    | kiesett           | kiesett           | kiesett           | kiesett           | helyezetlen |
| Jesús Taboada                                                               | Párbajtőr, egyéni | H. csoport · Bill Hoskyns (GBR) · 0-5 · Nemere Zoltán (HUN) · 1-5 · Paul Pesthy (USA) · 0-5 · Sin Duho (Sin Du-Ho) (KOR) · 3-5 · Wiesław Glos (POL) · 3-5 · Araki Tosiaki (JPN) · 4-5 · Aquiles Gloffka (CHI) · 4-5               | 8.         | kiesett | kiesett    | kiesett           | kiesett           | kiesett           | kiesett           | helyezetlen |
| Juan Carlos Frecia                                                          | Kard, egyéni      | G. csoport · Kovács Attila (HUN) · 1-5 · Claude Arabo (FRA) · 2-5 · Enrique Penabella (CUB) · 4-5 · Yves Brasseur (BEL) · 1-5 · Alexander Martonffy (AUS) · 4-5 · Ralph Cooperman (GBR) · 5-3                                     | 7.         | kiesett | kiesett    | kiesett           | kiesett           |                   | kiesett           | helyezetlen |
| Rafael González                                                             | Kard, egyéni      | A. csoport · Jakov Rilszkij (URS) · 1-5 · Pierluigi Chicca (ITA) · 3-5 · Ion Drîmbă (ROU) · 2-5 · Ignacio Posada (COL) · 5-2 · Michael Ryan (IRL) · 5-1 · Rájátszás: · Ignacio Posada (COL) · 3-5                                 | 5.         | kiesett | kiesett    | kiesett           | kiesett           |                   | kiesett           | helyezetlen |
| Alberto Lanteri                                                             | Kard, egyéni      | H. csoport · Tănase Mureșanu (ROU) · 0-5 · Umjar Mavlihanov (URS) · 2-5 · Pézsa Tibor (HUN) · 5-4 · Les Tornallyay (AUS) · 5-4 · Humberto Posada (COL) · 5-1 · John Andru (CAN) · 0-5                                             | 4.         | C. csoport · Mark Rakita (URS) · 3-5 · Claude Arabo (FRA) · 0-5 · Walter Köstner (EUA) · 3-5 · Pierluigi Chicca (ITA) · 2-5 · Örley Tamás (USA) · 1-5 · Andrzej Piątkowski (POL) · 3-5 · Kitao Teruhiro (JPN) · 5-1 | 7.         | kiesett           | kiesett           |                   | kiesett           | helyezetlen |
| Adolfo Bisellach Félix Galimi Alberto Lanteri Orlando Nannini Jesús Taboada | Tőr, csapat       | A. csoport · Románia (ROU) · 0-9 · Egyesült Államok (USA) · 5-11 · Franciaország (FRA) · 0-16 | 4.         | |            |                   | kiesett           | kiesett           | kiesett           | helyezetlen |
| Zelmar Casco Félix Galimi Francisco Serp Jesús Taboada                      | Párbajtőr, csapat | A. csoport · Szovjetunió (URS) · 1-15 · Svájc (SUI) · 5-9 | 3.         | |            | kiesett           | kiesett           | kiesett           | kiesett           | helyezetlen |
| Juan Carlos Frecia Rafael González Alberto Lanteri Julian Velásquez         | Kard, csapat      | C. csoport · Magyarország (HUN) · 2-9 · Olaszország (ITA) · 1-15 | 3.         | |            |                   | kiesett           | kiesett           | kiesett           | helyezetlen |

Női
| Versenyző    | Versenyszám | Csoportkör | Csoportkör | Csoportkör | Csoportkör | Elődöntő                    | Elődöntő          | Döntő             | Helyezés |
| Versenyző    | Versenyszám | 1. kör | 1. kör     | 2. kör | 2. kör     | 3. kör                      | 4. kör            | Döntő             | Helyezés |
| Versenyző    | Versenyszám | Ellenfél Eredmény | Hely.      | Ellenfél Eredmény | Hely.      | Ellenfél Eredmény           | Ellenfél Eredmény | Ellenfél Eredmény | Helyezés |
| ------------ | ----------- | --- | ---------- | --- | ---------- | --------------------------- | ----------------- | ----------------- | -------- |
| María Romano | Tőr, egyéni | F. csoport · Heidi Schmid (EUA) · 1-4 · Valentyina Prudszkova (URS) · 1-4 · Giovanna Masciotta (ITA) · 4-3 · Janet Wardell-Yerburgh (GBR) · 4-3 · Annick Level (FRA) · 2-4 | 4.         | C. csoport · Antonella Ragno (ITA) · 0-4 · Heidi Schmid (EUA) · 1-4 · Mary Watts-Tobin (GBR) · 4-1 · Brigitte Gapais-Dumont (FRA) · 4-3 · Óvada Tomoko (JPN) · 0-4 · Rájátszás: · Óvada Tomoko (JPN) · 4-3 | 3.         | Galina Gorohova (URS) · 4-8 | kiesett           | kiesett           | 9.       |